# Glukoza 1-fosfat
Glukoza 1-fosfat (kori estar) je glukozni molekul sa fosfatnom grupom na 1'-ugljeniku.

## Reakcije

### Katabolizam
U glikokogenolizi, ona je direktni proizvod reakcije u kojoj glikogen fosforilaza odseca molekul glukoze sa glikogenske strukture. 
Da bi se koristila u celularnom katabolizmu ona se mora prvo konvertovati u glukozu 6-fosfat enzimom fosfoglukomutaza. Jedan od razloga što ćelije formiraju glukozu 1-fosfat umesto glukoze tokom razgradnje glikogena je da veoma polarna fosforilisana glukoza ne može da prođe kroz ćelijsku membranu, tako da se koristi u intraćelijskom katabolizmu.

### Anabolizam
U glikogenezi, slobodna glukoza 1-fosfat može isto tako da reaguje sa UTP i formira UDP-glukozu, koristeći enzim UDP-glukoza pirofosforilaza. On onda može biti vraćena u glikogensku strukturu putem glikogen sintaze.